# Wiktor Petrow
Wiktor Płatonowycz Petrow, ukr. Віктор Платонович Петров, ps. W. Domontowycz, Wiktor Ber (ur. 10 października 1894, zm. 8 czerwca 1969) – ukraiński filolog, etnograf, historyk, pisarz.
Petrow urodził się w Jekaterynosławiu w rodzinie prawosławnego duchownego. W 1918 r. zakończył Wydział Historyczno-Filologiczny na Uniwersytecie im. Szewczenki w Kijowie. Od 1919 r. Petrow był członkiem i pracownikiem naukowym Akademii Nauk Ukraińskiej Socjalistycznej Republiki Radzieckiej, gdzie z mniejszymi lub większymi przerwami pracował do końca swojego życia. Współtworzył historyczny słownik języka ukraińskiego. Publikował wiele prac naukowych, głównie z dziedziny etnografii, folkloru i językoznawstwa. W latach 20. dał się poznać także jako literaturoznawca, publikując rozprawy o twórczości Hryhorija Skoworody, Mykoły Kostomarowa, Mykoły Gogola, Wiktora Hugo i Pantelejmona Kulisza. W latach 40. współtworzył i redagował czasopismo „Ukrajinśkyj zasiw” w Charkowie. W 1943 r. kierował katedrą etnografii Ukraińskiego Instytutu Nauki we Lwowie, a w latach 1944–1945 pracował w Ukraińskim Instytucie Nauki w Berlinie.
Po II wojnie światowej mieszkał w różnych miastach Bawarii. Był współtwórcą i członkiem emigracyjnej organizacji pisarzy MUR (Mystec’kyj Ukrajins’skyj Ruch) działającej w latach 1945–1949 w obozach dla przesiedlonych na terenie Niemiec. Redagował wszystkie publikacje MUR-u (m.in. czasopismo „Chors”), publikował swoje prace także w in. emigracyjnych czasopismach i almanachach („Switannia”, „Arka”, „Pochid”, „Zahrawa”, „Pu-hu”).
18 kwietnia 1948 r. Petrow zagadkowo zniknął z Monachium, by rok później zjawić się w Moskwie i ponownie zniknąć do 1956 r. W latach 60. zaczął intensywnie publikować swoje prace naukowe – z archeologii, językoznawstwa, etnogenezy narodów, ale ostatecznie zakończył swoją działalność jako pisarz. W 1968 r., na rok przed śmiercią, 74-letni Petrow obronił doktorat. Rok później, 8 czerwca 1969 r., zmarł. Do dziś pisarz pozostaje postacią zagadkową w historii literatury ukraińskiej.

## Twórczość
- 1928 – powieść Diwczyna z wedmedykom
- 1929 – powieść Alina i Kostomarow
- 1929 – powieść Doktor Serafikus (pierwsze wydanie dopiero w 1947)
- 1930 – powieść Romany Kulisza
- 1942-1943 – powieść Bez Gruntu